# 塞耶河畔欧努瓦
塞耶河畔欧努瓦（法語：Aulnois-sur-Seille，法語發音：[o(l)nwa syʁ sɛj]）是法国摩泽尔省的一个市镇，位于该省西南部，属于萨尔堡-萨兰堡区。

## 地理
塞耶河畔欧努瓦（48°52'7"N, 6°18'54"E）面积5.09 平方千米，位于法国大東部大區摩泽尔省，该省份为法国东北部内陆省份，是洛林的一部分，西南接默尔特-摩泽尔省，东临下莱茵省，北与卢森堡和德国接壤。
与塞耶河畔欧努瓦接壤的市镇（或旧市镇、城区）包括：舍尼库尔、莱特里库尔、阿容库尔、克兰库尔、福雪、勒蒙库尔、塞耶河畔马洛库尔。

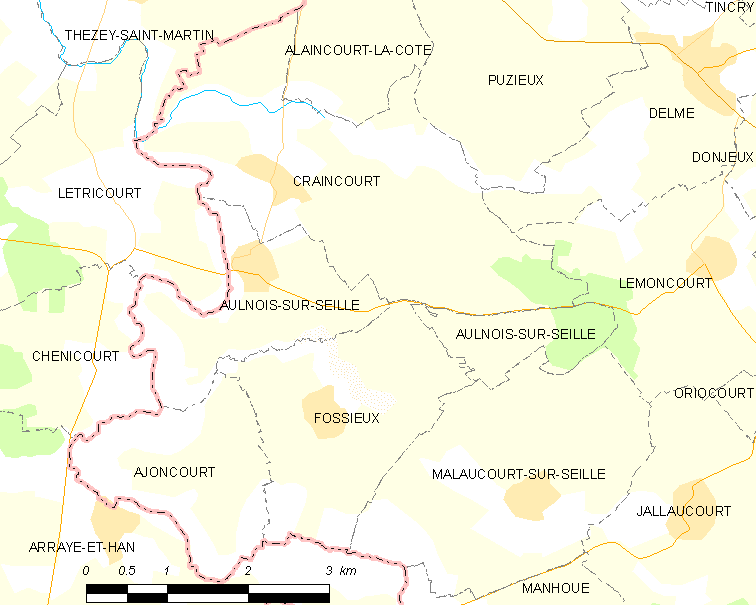
塞耶河畔欧努瓦的OSM定位图

塞耶河畔欧努瓦的时区为UTC+01:00、UTC+02:00（夏令时）。

## 行政
塞耶河畔欧努瓦的邮政编码为57590，INSEE市镇编码为57040。

## 政治
塞耶河畔欧努瓦所属的省级选区为索努瓦县。

## 人口

1962-2008年间塞耶河畔欧努瓦人口变化图示

塞耶河畔欧努瓦于2022年1月1日时的人口数量为308人。